# Kanton Mur-de-Barrez
Der Kanton Mur-de-Barrez war bis 2015 ein französischer Wahlkreis im Département Aveyron und in der Region Midi-Pyrénées. Er umfasste sechs Gemeinden im Arrondissement Rodez; sein Hauptort (frz.: chef-lieu) war Mur-de-Barrez. Die landesweiten Änderungen in der Zusammensetzung der Kantone brachten im März 2015 seine Auflösung. Vertreter im conseil général des Départements war zuletzt Francis Issanchou.

## Gemeinden
| Gemeinde       | Einwohner Jahr | Fläche km² | Bevölkerungsdichte | Code INSEE | Postleitzahl |
| -------------- | -------------- | ---------- | ------------------ | ---------- | ------------ |
| Brommat        | 646 (2013)     | 43,3       | 15 Einw./km²       | 12036      | 12600        |
| Lacroix-Barrez | 464 (2013)     | 28,0       | 17 Einw./km²       | 12118      | 12600        |
| Mur-de-Barrez  | 791 (2013)     | 20,2       | 39 Einw./km²       | 12164      | 12600        |
| Murols         | 108 (2013)     | 13,9       | 8 Einw./km²        | 12166      | 12600        |
| Taussac        | 443 (2013)     | 39,3       | 11 Einw./km²       | 12277      | 12600        |
| Thérondels     | 418 (2013)     | 38,5       | 11 Einw./km²       | 12280      | 12600        |